# Mai Thị Phương Hoa
Mai Thị Phương Hoa (sinh ngày 25 tháng 11 năm 1971) là một nữ chính trị gia người Việt Nam. Bà hiện là đại biểu Quốc hội Việt Nam khóa XIV nhiệm kì 2016-2021, thuộc đoàn đại biểu Quốc hội tỉnh Nam Định, Hiện bà là Phó Chủ Nhiệm Ủy ban Tư pháp của Quốc hội nhiệm kì 2021-2026, Chủ tịch Nhóm nghị sĩ hữu nghị Việt Nam - Peru, Phó Chủ tịch Nhóm nghị sĩ hữu nghị Việt Nam - Venezuela, Ủy viên BCH Đảng bộ, Phó Chủ nhiệm Ủy ban kiểm tra Đảng ủy cơ quan Văn phòng Quốc hội (đại biểu chuyên trách Trung ương). Bà lần đầu được trung ương giới thiệu ứng cử và đã trúng cử đại biểu Quốc hội năm 2016 ở đơn vị bầu cử số 2, tỉnh Nam Định gồm có các huyện: Nam Trực, Nghĩa Hưng và Trực Ninh.

## Xuất thân
Mai Thị Phương Hoa sinh ngày 25 tháng 11 năm 1971 quê quán ở xã Liêm Hải, huyện Trực Ninh, tỉnh Nam Định.

## Giáo dục
- Giáo dục phổ thông: 12/12
- Cử nhân Luật
- Thạc sĩ Luật (đào tạo tại Úc)
- Cao cấp lí luận chính trị

## Sự nghiệp
Bà gia nhập Đảng Cộng sản Việt Nam vào ngày 4/12/1999.
Khi lần đầu được trung ương giới thiệu ứng cử đại biểu Quốc hội Việt Nam khóa XIV vào tháng 5 năm 2016 bà đang là Đảng ủy viên Đảng bộ cơ quan Văn phòng Quốc hội, Phó chủ nhiệm Uỷ ban kiểm tra Đảng ủy cơ quan Văn phòng Quốc hội, Vụ trưởng Vụ Công tác đại biểu, Văn phòng Quốc hội, làm việc ở Vụ Công tác đại biểu, Văn phòng Quốc hội, có bằng cao cấp lí luận chính trị.
Bà đã trúng cử đại biểu Quốc hội năm 2016 ở đơn vị bầu cử số 2, tỉnh Nam Định gồm có các huyện: Nam Trực, Nghĩa Hưng và Trực Ninh gồm có được 302.086 phiếu, đạt tỷ lệ 74% số phiếu hợp lệ.
Bà hiện là Ủy viên Thường trực Ủy ban Tư pháp của Quốc hội, Chủ tịch Nhóm nghị sĩ hữu nghị Việt Nam - Peru, Phó Chủ tịch Nhóm nghị sĩ hữu nghị Việt Nam - Venezuela, Ủy viên BCH Đảng bộ, Phó Chủ nhiệm Ủy ban kiểm tra Đảng ủy cơ quan Văn phòng Quốc hội (đại biểu chuyên trách Trung ương).
Bà đang làm việc ở Ủy ban Tư pháp của Quốc hội.

## Đại biểu Quốc hội Việt Nam khóa XIV tỉnh Nam Định
Ngày 22 tháng 5 năm 2015, bà trúng cử Đại biểu Quốc hội Việt Nam khóa 14 nhiệm kì 2016-2021 tại tỉnh Nam Định.

### Ủng hộ dự Luật đặc khu
Ngày 23 tháng 5 năm 2018, tại kì họp thứ 5 năm 2018, khi thảo luận tại nghị trường Quốc hội Việt Nam về dự án Luật Đơn vị hành chính - kinh tế đặc biệt Vân Đồn, Bắc Vân Phong, Phú Quốc (gọi là các đặc khu), bà ủng hộ xây dựng luật đặc khu và đề nghị cần phải tăng thêm ưu đãi theo định hướng của Bộ Chính trị Ban Chấp hành Trung ương Đảng Cộng sản Việt Nam nhằm bảo đảm tính vượt trội và cạnh tranh với thế giới.